# شوکت‌آباد (عنبرآباد)
شوکت‌آباد (لک اباد)(عنبرآباد زند )، روستایی از توابع بخش مرکزی شهرستان عنبرآباد در استان کرمان ایران است.
مردم این روستا عموما سیاه پوست و استاد  هستند از بازماندگان آفریقایی تبار 

## جمعیت
این روستا در دهستان علی‌آباد قرار دارد و براساس سرشماری مرکز آمار ایران در سال ۱۳۸۵، جمعیت آن ۳۴۱ نفر (۶۸ خانوار)، بر اساس سرشماری مرکز آمار ایران در سال ۱۳۹۰، جمعیت آن ۴۲۲ نفر (۱۰۱ خانوار) و بر اساس سرشماری مرکز آمار ایران در سال ۱۳۹۵، جمعیت آن ۴۷۶ نفر (۱۳۶ خانوار) بوده‌است.